# 맥마흔 라인

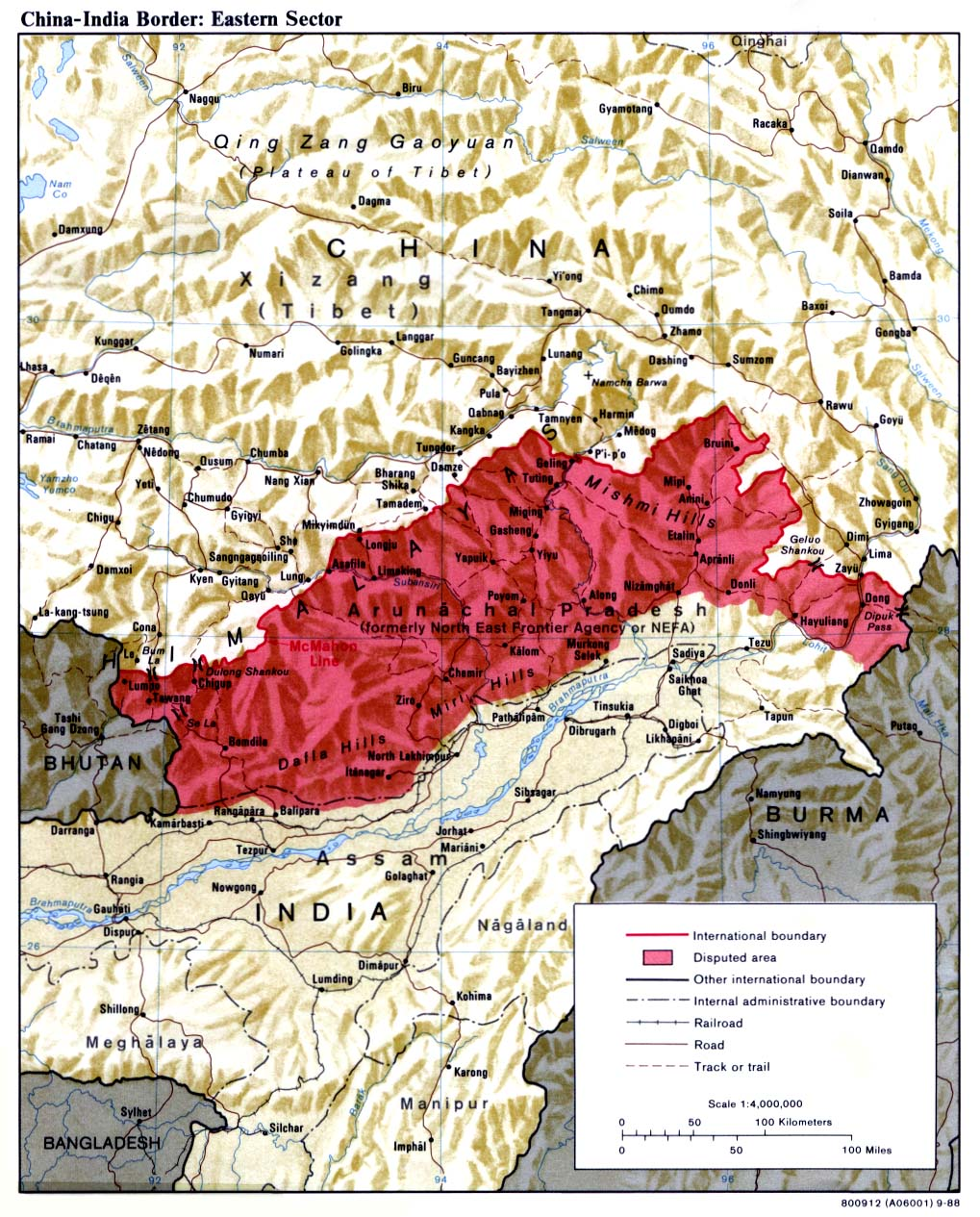
붉게 칠해진 지역의 북쪽 경계에 그어진 빨간 선이 맥마흔 라인이다.

맥마흔 라인(영어: McMahon Line)은 1914년에 티베트 정부와 인도 제국 사이에서 동의된 국경선으로, 이 라인을 주도한 영국 측의 외교관 헨리 맥마흔 경의 이름이 붙여진 것이다. 중국과 인도 사이에서 논쟁의 여지가 있는 경계이다. 영국의 식민지이던 인도 측에 유리하게 그어졌는데, 비 서방 진영에서는 영국이 중국과 인도의 관계를 이간질하기 위하여 분쟁의 씨앗을 심어둔 것으로 본다.

## 같이 보기
- 듀랜드 라인
- 커즌선